# Sphaerodactylus ladae
Sphaerodactylus ladae — вид геконоподібних ящірок родини Sphaerodactylidae. Ендемік Домініканської Республіки.

## Поширення і екологія
Sphaerodactylus ladae мешкають в горах Сьєрра-Мартін-Гарсіа. Вони живуть в сухих тропічних лісах та в агавових і кактусових заростях, на висоті від 15 до 235 м над рівнем моря. Відкладають яйця.

## Збереження
МСОП класифікує цей вид як такий, що перебуває під загрозою зникнення. Sphaerodactylus ladae загрожує знищення природного середовища. 